# Санта-Клара (Понта-Делгада)
Санта-Клара (порт. Santa Clara) — район (фрегезия) в Португалии, входит в округ Азорские острова. Расположен на острове Сан-Мигел. Является составной частью муниципалитета Понта-Делгада. Население составляет 4500 человек. Занимает площадь 2,3 км².